# طيور هونغشان
طيور هونغشان (الاسم العلمي:†Hongshanornithidae) هي فصيلة منقرضة من الزواحف ذات الأشكال الطيرية المبكرة من فترة الطباشيري المبكر في الصين.

## التصنيف
- طائر هونغشان